# Avenue Léon Houyoux
Pour les articles homonymes, voir Houyoux.
L'avenue Léon Houyoux est une avenue bruxelloise de la commune d'Auderghem qui relie l'avenue Louis Clesse avec l'avenue Jean Colin sur une longueur de 150 mètres.

## Historique et description
Le 19 juin 1942, en pleine guerre, on ouvrit trois nouvelles voies publiques sur le Roodenbergveld. Toutes trois portent des noms d'artistes peintres:
- Louis Clesse,
- Jean Colin,
- Léon Houyoux.

Léon Houyoux en est le plus connu et de plus, le seul ayant habité Auderghem.
Vu qu'on était en pleine occupation, il était impossible de nommer ces rues en commémorant des héros de la guerre précédente. 
- Premier permis de bâtir délivré le 7 novembre 1956 pour le no 3.